# Języki wschodniej zatoki Geelvink
Języki wschodniej zatoki Geelvink – rodzina języków papuaskich używanych na wyspie Nowa Gwinea, wzdłuż wschodniego wybrzeża zatoki Geelvink (Cenderawasih) w indonezyjskiej Papui.
Należą do niej następujące języki: anasi, barapasi, burate, kehu, kofei, nisa, sauri, tefaro, tunggare, woria. Grupa bauzi obejmuje dwa języki: bauzi i demisa.
Niegdyś zaliczano do tej rodziny także języki yawa (yapen).